# Keith Waleskowski
Keith Christoper Waleskowski (Cape Girardeau, 26 agosto 1980) è un ex cestista statunitense con cittadinanza tedesca, professionista in Europa.
È il fratello di Adam Waleskowski.

## Carriera
Ala-pivot mancina, Waleskowski dopo essere uscito dal college ha disputato numerosi campionati nella Liga LEB spagnola, dal 2004 al 2009 vestendo le canotte di Gijón, Murcia, ancora Gijón, Alicante e Melilla.
Nel 2009-10 la sua prima parentesi nella Legadue italiana, all'Aurora Jesi, dove ha chiuso il campionato con 17,1 punti di media e il secondo posto nella graduatoria dei rimbalzi (9,69 a gara), dietro all'imolese Ebi. È rimasto in Legadue anche nei due anni a seguire, con il biennio alla Scaligera Verona.
Ha disputato la stagione 2012-13 in Bundesliga, giocando 16 minuti a partita con gli Eisbären Bremerhaven.

## Palmarès
- Coppa LEB1 (2006)